# Вінтроп (Мен)
Вінтроп (англ. Winthrop) — місто (англ. town) в США, в окрузі Кеннебек штату Мен. Населення — 6121 особа (2020).

## Демографія
Згідно з переписом 2010 року, у місті мешкали 6092 особи в 2598 домогосподарствах у складі 1740 родин. Було 3295 помешкань
Расовий склад населення:
| - 97,6 % — білих - 0,3 % — чорних або афроамериканців - 0,3 % — азіатів - 0,2 % — корінних американців |

До двох чи більше рас належало 1,4 %. Частка іспаномовних становила 1,0 % від усіх жителів.
За віковим діапазоном населення розподілялося таким чином: 20,2 % — особи молодші 18 років, 62,6 % — особи у віці 18—64 років, 17,2 % — особи у віці 65 років та старші. Медіана віку мешканця становила 46,0 року. На 100 осіб жіночої статі у місті припадало 93,9 чоловіків;  на 100 жінок у віці від 18 років та старших — 88,5 чоловіків також старших 18 років.
Середній дохід на одне домашнє господарство  становив 74 049 доларів США (медіана — 70 146), а середній дохід на одну сім'ю — 88 516 доларів (медіана — 75 643). Медіана доходів становила 54 583 долари для чоловіків та 42 044 долари для жінок. За межею бідності перебувало 8,5 % осіб, у тому числі 15,5 % дітей у віці до 18 років та 9,1 % осіб у віці 65 років та старших.
Цивільне працевлаштоване населення становило 3070 осіб. Основні галузі зайнятості: освіта, охорона здоров'я та соціальна допомога — 29,6 %, роздрібна торгівля — 16,4 %, мистецтво, розваги та відпочинок — 12,5 %, науковці, спеціалісти, менеджери — 11,2 %.